# Отто, Пауль
Пауль Отто (нем. Paul Otto; 8 февраля 1878, Берлин, Германская империя — 30 ноября 1943 (65 лет) или 25 ноября 1943 (65 лет), Берлин, Германия) — немецкий кинорежиссёр, сценарист, театральный актёр, киноактёр, актёр, режиссёр.

## Биография
Пауль Отто родился 8 февраля 1878 в Берлине. Его актёрский дебют состоялся в 1895 году.
Место работы — Немецкий театр.
Был участником организации Имперская палата культуры.
Жена — Шарлотта Клиндер.
Умер 30 ноября 1943, 25 ноября 1943 в Берлине, род смерти — самоубийство. Похоронен на Вильмерсдорфском кладбище.

## Награды и номинации
| Год  | Премия      | Работа | Результат | Примечание |
| ---- | ----------- | ------ | --------- | ---------- |
| 1937 | статс-актёр |        | Победа    | [ 8 ]      |

## Избранная фильмография
- Арсен Люпен против Шерлока Холмса (1910)
- In der Dämmerung (1913)
- The Film Primadonna (1913)
- Frontstairs and Backstairs (1915)
- Bettler GmbH (1919)
- Das Skelett des Herrn Markutius (1920)
- Осколки (1921)
- Красный павлин (1921)
- The Asian Sun (1921)
- Maciste and the Javanese (1922)
- The Flight into Marriage (1922)
- Инга Ларсен (1923)
- Thamar, The Child of the Mountains (1924)
- Does a Woman Have to Become a Mother? (1924)
- The Wife of Forty Years (1925)
- Women Who Fall by the Wayside (1925)
- Women You Rarely Greet (1925)
- The Old Ballroom (1925)
- The Gentleman Without a Residence (1925)
- The Street of Forgetting (1926)
- Любовь (1927)
- Галантный гусар (1927)
- The Bordellos of Algiers (1927)
- Students' Love (1927)
- Grand Hotel (1927)
- The Spinning Ball (1927)
- The Trial of Donald Westhof (1927)
- The Fate of a Night (1927)
- Only a Viennese Woman Kisses Like That (1928)
- The Countess of Sand (1928)
- Sajenko the Soviet (1928)
- Зелёный переулок (1928)
- The Flight from Love (1929)
- Любовь братьев Ротт (1929)
- Heilige oder Dirne (1929)
- Царевич (1929)
- Dive (1929)
- Incest (1929)
- Trust of Thieves (1929)
- Танго для тебя (1930)
- Three Days Confined to Barracks (1930)
- Капитан из Кёпеника (1931)
- Буря в стакане воды (1931)
- Елизавета Австрийская (1931)
- Другая сторона (1931)
- Йорк (1931)
- Танцовщица из Сан-Суси (1932)
- Распутин: Демон женщин (1932)
- Kiki (1932)
- Тайна Иоганна Орта (1932)
- Sonnenstrahl (1933)
- Лейтенский хорал (1933)
- Игра в любовь (1933)
- Царевич (1933)
- Escapade (1936)
- The Castle in Flanders (1936)
- Togger (1937)
- Unternehmen Michael (1937)
- Пур ле мерит (1938)
- The Mystery of Betty Bonn (1938)
- Роберт Кох, победитель смерти (1939)
- Uproar in Damascus (1939)
- Die Geliebte (1939)
- D III 88 (1939)
- Пандур Тренк (1940)
- Passion (1940)
- Лиса из Гленарвона (1940)
- Звезда Рио (1940)
- Falstaff in Vienna (1940)